# Dissodactylus
Dissodactylus is een geslacht van kreeftachtigen uit de klasse van de Malacostraca (hogere kreeftachtigen).

## Soorten
- Dissodactylus crinitichelis Moreira, 1901
- Dissodactylus glasselli Rioja, 1944
- Dissodactylus latus Griffith, 1987
- Dissodactylus lockingtoni Glassell, 1935
- Dissodactylus mellitae (Rathbun, 1900)
- Dissodactylus meyerabichi Bott, 1955
- Dissodactylus nitidus Smith, 1870
- Dissodactylus pelagicus (Aikawa, 1933)
- Dissodactylus pinna (Aikawa, 1933)
- Dissodactylus primitivus Bouvier, 1917
- Dissodactylus schmitti Griffith, 1987
- Dissodactylus singularis (Aikawa, 1933)
- Dissodactylus speciosus (Aikawa, 1933)
- Dissodactylus tokyoensis (Aikawa, 1933)
- Dissodactylus unicornis (Aikawa, 1933)
- Dissodactylus xantusi Glassell, 1936